# کارتیه‌ویل
کارتیه‌ویل (به انگلیسی: Cartierville) یک محله در کانادا است که در اهانتسیک-کارتیویل واقع شده‌است.